# Kei Omoto
Kei Omoto (japanisch 尾本 敬 Omoto Kei; * 21. Juli 1984 in der Präfektur Chiba) ist ein japanischer Fußballspieler.

## Karriere
Omoto erlernte das Fußballspielen in der Schulmannschaft der Yachiyo High School. Seinen ersten Vertrag unterschrieb er 2003 bei Yokohama F. Marinos. Der Verein spielte in der höchsten Liga des Landes, der J1 League. 201 wechselte er zum Zweitligisten Thespa Kusatsu. Für den Verein absolvierte er 97 Ligaspiele. 2011 wechselte er zum Ligakonkurrenten Mito HollyHock. Für den Verein absolvierte er 116 Ligaspiele. 2015 wechselte er zum Ligakonkurrenten Tochigi SC. Am Ende der Saison 2015 stieg der Verein in die J3 League ab. Für den Verein absolvierte er 67 Ligaspiele. 2018 wechselte er zum Ligakonkurrenten Blaublitz Akita. Für den Verein absolvierte er 33 Ligaspiele.

## Erfolge
Yokohama F. Marinos
- J1 League

Meister: 2003, 2004